# 番姓
番姓，读音为pó/ㄆㄛˊ或bō/ㄅㄛ，是一个中文姓氏。
2023年中華民國內政部姓名統計分析 （页面存档备份，存于）中，番姓在台灣排名第538名，共100人。

## 起源
番姓的起源有多种说法，第一种说法为源于姬姓，出自于远古时期黄帝后裔的番族部落，以部落名称为氏。
第二种说法亦为源于姬姓，出自春秋时期吴国君主后代吴芮的封地，则是以封邑名称为氏。